# Natalija Tobias
Natalija Viktorivna Tobias (ukrainska: Натаалія Вікторівна Тобіас), född Sydorenko den 22 november 1980, Serov, Ryska SSR, Sovjetunionen är en ukrainsk friidrottare som tävlar i medeldistanslöpning.
Tobias främsta meriter har kommit på 1 500 meter och hennes första stora mästerskap var Universiaden 2003 där hon vann guld. Hon deltog vid Olympiska sommarspelen 2004 i Aten där hon inte gick vidare till finalen. På EM 2006 i Göteborg slutade hon på sjunde plats. Året efter blev hon sexa på EM inomhus och elva på VM 2007 i Osaka. Tobias deltog vid Olympiska sommarspelen 2008 där hon blev bronsmedaljör. 
Tobias testades 2012 positivt för bruk av testosteron.

## Personliga rekord
- 800 m: 2:02,31 - 22 juli 2006
- 1500 m: 4:01,78 - 23 augusti 2008
- 1 mile: 4:25,87 - 7 september 2008
- 3000 m: 8:51,32 - 29 juni 2003
- 3000 m hinder: 9:41,14 - 4 augusti 2007
- 5000 m: 15:52,28 - 3 juli 2003